# Nisides Stamfani Kai Arpyia (Strofades) Kai Thalassia Zoni
Nisides Stamfani Kai Arpyia (Strofades) Kai Thalassia Zoni este o arie protejată (arie de protecție specială avifaunistică — SPA) din Grecia întinsă pe o suprafață de 11.622,83 ha, integral pe uscat.

## Localizare
Centrul sitului Nisides Stamfani Kai Arpyia (Strofades) Kai Thalassia Zoni este situat la coordonatele 37°15′03″N 21°00′31″E / 37.250748°N 21.008665°E.

## Înființare
Situl Nisides Stamfani Kai Arpyia (Strofades) Kai Thalassia Zoni a fost declarat arie de protecție specială avifaunistică în octombrie 2001 pentru a proteja 75 de specii de animale.

## Biodiversitate
Situată în ecoregiunile marină mediteraneană și mediteraneană, aria protejată nu include niciun habitat protejat.
La baza desemnării sitului se află mai multe specii protejate de  păsări (75): lăcar mare (Acrocephalus arundinaceus), lăcar-de-mlaștină (Acrocephalus palustris), lăcar-de-rogoz (Acrocephalus schoenobaenus), lăcar-de-lac (Acrocephalus scirpaceus), fluierar de munte (Actitis hypoleucos), ciocârlie-de-câmp (Alauda arvensis), pescăruș albastru (Alcedo atthis), fâsă-de-câmp (Anthus campestris), fâsă roșiatică (Anthus cervinus), fâsă de pădure (Anthus trivialis), lăstunul mare (Apus apus), Apus pallidus, stârc cenușiu (Ardea cinerea), șorecarul comun (Buteo buteo), ciocârlie-cu-degete-scurte (Calandrella brachydactyla), fugaci roșcat (Calidris ferruginea), fugaci mic (Calidris minuta), bătăuș (Calidris pugnax), caprimulg (Caprimulgus europaeus), rândunică roșcată (Cecropis daurica), erete alb (Circus macrourus), prepeliță (Coturnix coturnix), cuc (Cuculus canorus), lăstun de casă (Delichon urbicum), egretă mică (Egretta garzetta), presură de grădină (Emberiza hortulana), Emberiza melanocephala, Falco eleonorae, șoim călător (Falco peregrinus), vânturel de seară (Falco vespertinus), muscar-gulerat (Ficedula albicollis), muscar negru (Ficedula hypoleuca), cinteză (Fringilla coelebs), Gallinago media, piciorong (Himantopus himantopus), frunzăriță galbenă (Hippolais icterina), rândunică (Hirundo rustica), stârc pitic (Ixobrychus minutus), capîntortură (Jynx torquilla), sfrâncioc roșiatic (Lanius collurio), sfrâncioc cu cap roșu (Lanius senator), grelușel-de-zăvoi (Locustella luscinioides), privighetoare (Luscinia megarhynchos), prigoare (Merops apiaster), codobatură galbenă (Motacilla alba), codobatură de munte (Motacilla cinerea), codobatura galbenă (Motacilla flava), muscar sur (Muscicapa striata), stârc de noapte (Nycticorax nycticorax), pietrar mediteranean (Oenanthe hispanica), pietrar sur (Oenanthe oenanthe), grangur (Oriolus oriolus), vrabie negricioasă (Passer hispaniolensis), viespar (Pernis apivorus), Phalacrocorax carbo sinensis, codroș de munte (Phoenicurus ochruros), pitulice de munte (Phylloscopus collybita), pitulice sfârâitoare (Phylloscopus sibilatrix), pitulice-fluierătoare (Phylloscopus trochilus), cresteț pestriț (Porzana porzana), lăstun de mal (Riparia riparia), mărăcinar (Saxicola rubetra), turturică (Streptopelia turtur), graur (Sturnus vulgaris), silvie de zăvoi (Sylvia borin), silvie roșcată (Sylvia cantillans), silvie de câmp (Sylvia communis), silvie-mică (Sylvia curruca), Sylvia ruppeli, Tachymarptis melba, fluierar de mlaștină (Tringa glareola), fluierar cu picioare verzi (Tringa nebularia), fluierarul de zăvoi (Tringa ochropus), sturz-cântător (Turdus philomelos), pupăză (Upupa epops)
Pe lângă speciile protejate, pe teritoriul sitului au mai fost identificate 21 de specii de păsări.